# Rossak Planitia
La Rossak Planitia è una formazione geologica della superficie di Titano.
È intitolata a Rossak, pianeta dell'universo immaginario del ciclo di Dune, luogo d'origine dell'ordine delle Bene Gesserit.